# Navel
Navel（ネーブル）は、株式会社オメガビジョン（発足当初は有限会社）の美少女ゲームブランド。
2003年、『それは舞い散る桜のように』で成功を収めたBasiLの所属スタッフの大半が独立し設立。2006年3月には姉妹ブランドLime（ライム）を発足した。

## 沿革
有限会社バジルによるゲームブランドBasiLは2002年制作の『それは舞い散る桜のように』が大ヒットしたが、所属スタッフのほとんどが社長と対立し退社。BasiLの中心人物であった西又葵、アッチョリケらが、所属スタッフのほとんどや先に退社していた鈴平ひろらともに2003年2月に有限会社オメガビジョンを設立し、3月25日にNavelのオフィシャルウェブサイトを開設した。さらに3月29日発売の『マジキュープレミアム MARCH2003』にてブランド処女作『SHUFFLE!』の制作を発表した。
2004年1月30日に発売された『SHUFFLE!』が、同年のGetchu.comセールスランキング第3位を記録するほど大ヒットし、一躍人気ブランドの仲間入りをした。同作は翌年にアニメ化、またスピンオフ作品が続けて作られるなどの人気シリーズとなった。
2006年3月25日、メーカー公式サイトおよび同日発売の雑誌『PUSH!!』2006年5月号にて姉妹ブランドLime発足、及びブランド処女作『ノストラダムスに聞いてみろ♪』の制作を発表した。
2009年1月30日、ブランド設立当初から企画されていた『俺たちに翼はない』が発売され、計6タイトルのコミック化やCDドラマ、テレビアニメ化などのメディア展開が広がった作品となった。
2012年4月21日、ブランド「Lime」から派生した新ブランド「Lime vert」（ライム ヴェール）を発足した。過去のLime作品と比べ、「純愛・恋愛要素、Hシーンなどに重みをおいた作風」をコンセプトとし、6月29日、第一弾として『×××な彼女が田舎生活を満喫するヒミツの方法』を発表した。
2012年10月26日に発売したNavel10周年記念作、『月に寄りそう乙女の作法』は女装・お嬢様学園ものとして人気を博し、萌えゲーアワード2013大賞を受賞した。
2013年11月30日、『SHUFFLE!』のデビューから10周年ということで、新ブランドNavel honeybellを立ち上げるとともに、処女作『空飛ぶ羊と真夏の花』の制作を発表し、2014年4月25日に発売した。
2018年11月23日、新ブランドCitrusを立ち上げるとともに、処女作『黄昏のフォルクローレ』の制作を発表した。

## 特徴
登場人物の名前を固有名詞で縛ることが多く、ユーザーからも期待されているところがある。前身であるBasiL時代の『それは舞い散る桜のように』ではヒロインの名前が新幹線、『SHUFFLE!』シリーズと『SPIRAL!!』では植物(エピソード2では石)、『俺たちに翼はない』シリーズでは主人公の名前が空港+一部キャラの名前が鳥、『月に寄りそう乙女の作法』『乙女理論とその周辺 -Ecole de Paris-』では金融機関、『月に寄りそう乙女の作法2』では商業施設といった具合である。アッチョリケはシリアスでも感情移入できないと嫌がっており、声優からも真面目なシーンでもやりにくいと言われている。
エッチシーンにはギャグが入るため、ファンから叱りを受けることもあるが、ギャグはイチャラブの究極系と判断している。

## 作品一覧
Navel
- 2004年1月30日 - SHUFFLE!
  - 2005年9月16日 - Tick! Tack!
  - 2006年11月24日 - Really? Really!
  - 2009年10月30日 - SHUFFLE! Essence+
  - 2011年4月28日 - SHUFFLE! Love Rainbow

- 2004年12月17日 - Soul Link
  - 2010年6月25日 - Soul Link ULTIMATE

- 2008年6月28日 - 俺たちに翼はない〜Prelude〜
  - 2009年1月30日 - 俺たちに翼はない
  - 2010年7月30日 - 俺たちに翼はない アフターストーリー
  - 2011年6月24日 - 俺たちに翼はない R（15禁）

- 2010年12月24日 - 世界征服彼女
  - 2011年10月28日 - World Wide Love! 世界征服彼女 FanDisc

- 2012年2月24日 - ネブ＊プラス
- 2012年10月26日 - 月に寄りそう乙女の作法
- 2013年7月26日 - 乙女理論とその周辺 -Ecole de Paris-
  - 2016年5月27日 - 乙女理論とその後の周辺 -Belle Epoque-

- 2014年12月19日 - 月に寄りそう乙女の作法2
  - 2017年5月26日 - 月に寄りそう乙女の作法2.1 E×S×PAR!!
  - 2017年12月22日 - 月に寄りそう乙女の作法2.2 A×L+SA!!

- 2018年4月27日 - 君と目覚める幾つかの方法
- 2019年2月28日 - SPIRAL!!
- 2020年5月29日 - SHUFFLE! エピソード2 神にも悪魔にも狙われている男
- 2021年8月27日 - Princess×Princess
- 2023年9月29日 - それは舞い散る桜のように -Re:BIRTH-
- 2024年10月25日 - 遥かなるニライカナイ

Lime / Lime vert
- 2008年2月29日 - ノストラダムスに聞いてみろ♪
- 2010年3月26日 - Maximum Magic
- 2010年4月30日 - ぺたぺた
- 2011年8月26日 - ラブ☆キス
- 2012年6月29日 - ×××な彼女が田舎生活を満喫するヒミツの方法（Lime vert ブランド）
- 2013年2月22日 - Royal Duty / Flush!!

"Navel"×"Lime" Collaboration Project
- 2007年8月31日 - ね〜PON?×らいPON!

Navel honeybell
- 2014年4月25日 - 空飛ぶ羊と真夏の花
- 2015年11月27日 - Magical☆Dears

Citrus
- 2019年6月28日 - 黄昏のフォルクローレ
- 2020年11月27日 - 保健室のセンセーとシャボン玉中毒の助手
- 2021年3月25日 - 保健室のセンセーとゴスロリの校医
- 2022年5月27日 - 保健室のセンセーと小悪魔な生徒会長

## 主なスタッフ

### Navel所属
キャラクターデザイン・原画
- 西又葵 - BasiLから離脱、創立メンバー。『Really? Really!』以後は作詞も担当。
- よし☆ヲ - 2011年入社。

企画・シナリオ・スクリプト
- 王雀孫 - BasiLから離脱、創立メンバー。
- 森林彬 - キャラメルBOXから2007年に移籍。
- 東ノ助 - 2008年入社。旧名ヒガシの助。

グラフィック
- 斉藤陽子 - グラフィックチーフ。制作進行も担当。BasiLから離脱、創立メンバー。
- 飴 - BasiLから離脱、創立メンバー。2010年より彩色を離れ、別部署へ異動。
- たけぽん - 2005年入社。元KID所属。
- 真希 - 2005年入社。
- ゆう - 2006年入社。
- 依織 - 2008年入社。『ぺたぺた』では企画・原案を担当。
- まぐぅ - 2010年入社。

背景
- コタロー - 2009年入社。
- 灯色 - 2009年入社。

プログラム
- Ellefin - 2006年入社。

広報
- みずのまみ - 2003年入社。
- akky - 2006年入社。

営業
- ふにお. - 2009年入社。

### Lime所属
企画・シナリオ・スクリプト
- 藤海琢樹 - エルフから2004年にNavelへ移籍。2010年の『Maximum Magic』以降は、リメイクを除いてLime作品にのみ参加。

### 過去に在籍していたスタッフ
- LONG CUBE - シナリオライター。2003年入社、2004年退社。
- アオ - グラフィッカー。BasiLから離脱、創立メンバー。2004年退社。
- ひろし - プログラマー。2003年入社、2005年退社。
- AlAi - 広報・デザイン・Website管理・作詞、他。2003年入社、2006年4月退社。
- まさ - ディレクター。2004年入社、2006年退社。
- 鈴平ひろ - キャラクターデザイン・原画。BasiLからフリー（F&Cの外注）を経て、創立メンバー。2007年2月23日に正社員を辞し、フリー･外注での参加に移行。
- あごバリア - 企画・シナリオ。BasiLからういんどみるを経て2004年に入社（『SHUFFLE!』発売まではういんどみる所属）。2007年3月末に正社員を辞し、フリー･外注での参加に移行。2008年、Rosebleuの創立に参加。2018年に死去。
- 青猫 - プログラマー。2004年入社。自身のmixi上で2007年末退社を発表。2008年にRosebleuを創立し、代表を務める。
- マリリン☆カトウ - グラフィッカー。BasiLからういんどみるを経て2004年に入社。ゲーム制作の考え方と方向性が自分とは合わないと確信したため、退職を決意したと自サイト上に発表し、2008年5月末退社。『それは舞い散る桜のように 完全版』以後、新生BasiL作品の制作に参加した。
- おやかた - グラフィッカー。2005年入社。2008年に退社し、Rosebleuへ移籍。
- 奈月ここ - Lime所属キャラクターデザイン・原画。2005年入社。2008年に退社し、以後フリー。ただし、『マリッジロワイヤル』の連載漫画では最終巻の2011年1月まで所属扱いとなっていた。
- 水面+No,4 - グラフィッカー。2007年入社。2008年末に退社し、新生BasiLへ移籍した。
- あらごん - 背景美術担当グラフィッカー。2006年入社。2009年に退社し、以後フリー。
- 所長たけやま - 2006年入社。2012年以降の作品から名前が消えた。
- アッチョリケ - 代表 兼 サウンド。BasiLから離脱、創立メンバー。Limeの代表も兼任していた。2016年にオメガビジョンの代表取締役及びNavel代表を辞任し、現在はフリー。
- 羽純りお - Lime所属キャラクターデザイン・原画。CIRCUSから2006年に移籍。2022年現在はゆずソフト所属。

### 外注
- 内藤侑史 - サウンド担当。元NACHTMUSIK所属。2006年末に脱退後はフリーのかたわらAngel Noteメンバー。
- 山田和裕 - サウンド担当。元NACHTMUSIK所属。2006年末に脱退後はフリーのかたわらAngel Noteメンバー。
- coldhand - サウンド担当。元NACHTMUSIK所属。
- tsukune. - Iris motion graphics所属。『SHUFFLE!』から『Really? Really!』までのムービーを制作。
- あきら - 『ノストラダムスに聞いてみろ♪』『Maximum Magic』キャラクターデザイン・原画担当。

## ブランドキャラクター
各キャラクターの名前は柑橘類に由来する。

### Navel Girls（ネーブルガールズ）
シトラス
キャラクターデザイン：西又葵
黒髪の明るい少女。会話のボケ役。毒舌や悪ふざけが好きで物真似もしたりする。決定前の仮称は「ブル子（-こ）」。『SHUFFLE!』のゲーム画像では、バーベナ学園校門（晴天時・曇天時）と光陽公園（晴天時）に背景にミネオラと小さく登場している。
ミネオラ
キャラクターデザイン：鈴平ひろ
赤茶色の髪のおとなしい少女。会話のツッコミ役。暴走しがちなシトラスに困らされることが多い。決定前の仮称は「ブル美（-み）」。『SHUFFLE!』のゲーム画像では、バーベナ学園校門（晴天時・曇天時）と光陽公園（晴天時）に背景にシトラスと小さく登場している。鈴平ひろ退社以降、役割がミネオラ・タンジェロに変わって姿を消したが、Navel Girlsのバナーには未だに載っている。
ポンカン
キャラクターデザイン：西又葵
薄茶色の髪のおとなしい少女。『ね〜PON?×らいPON!』にて新登場したキャラクター。常におどおどしていて自信なさげな話し方や慌てぶりを見せる。先輩に当たるシトラス・ミネオラに気後れしている。趣味は石集め。
ミネオラ・タンジェロ
キャラクターデザイン：西又葵
赤い髪の少女。ミネオラの代役に当たる。『Live in Tokyo かぶら2008』のポスターイラストと『俺たちに翼はない〜Prelude〜』のブルブル劇場にて初登場。前述の鈴平ひろ退社のため、『俺たちに翼はない〜Prelude〜』からミネオラとして登場している。

### Lime Girls（ライムガールズ）
柑奈（かんな）
キャラクターデザイン：奈月ここ→羽純りお
水色の髪の少女。性格は子供っぽく、要領が悪い上、とんでもない失敗をやらかすドジっ娘。決定前の仮称は「ココライム」。奈月ここの退社に伴い、羽純りおによって描き直された。
橘香（きっか）
キャラクターデザイン：羽純りお
茶色の髪の少女。明るく元気で勝気で押しの強い性格。普段は可愛い娘を装うブリっ娘。柑奈のドジぶりに困らされることが多い。決定前の仮称は「リオライム」。　
※ライムガールズの名前は、公式サイトのインターネットの一般公募と一般投票で決定した。

## インターネットラジオ
情報番組『ねぶら』が2005年7月18日からランティスネットラジオ他で配信中。詳細は『ねぶら』の項参照。

## かぶら
Navelによるライブイベントであり、正式名称は「Navel Live in TOKYO かぶら」。主催は文化放送、協賛は角川書店、後援はランティス、企画制作がNavelである。Zepp Tokyoで開催された。「かぶら」は「角川書店」＋「Navel」＋「ランティス」より一字ずつ取っている。
またこのイベントは客席最前列中央を「プレミアムシート」と称し、グッズ等とセットで52,500円の価格が付けられたことも話題となった。
Navel Live in TOKYO かぶら2008
2008年4月27日開催。司会は荻原秀樹、後藤邑子、杉田智和。
第1部のトークでは司会陣に加わり、『SHUFFLE!』アニメ版声優のあおきさやか、伊藤美紀、ひと美も加わっての『SHUFFLE!』生アフレコミニドラマや、西又葵、アッチョリケ、王雀孫によるインフォメーションコーナー（新作の発表等）が披露された。
第2部のライブでは『SHUFFLE!』声優陣によるキャラクターソングや、YURIA、橋本みゆき、のみこによるNavel・Lime作品のテーマソングが披露された。このときの衣装は、いずれも西又葵デザインのものである。
ライブDVDが2008年8月6日にランティスから発売されている（ASIN B001AAZ47S）。
Navel Live in TOKYO かぶら2009
2009年5月4日開催。司会は荻原秀樹、後藤邑子、日野聡。
第1部のトークではあおきさやか、ひと美、後藤邑子、荻原秀樹による『SHUFFLE!』生アフレコミニドラマ、ドラマCD声優陣である吉田真弓、小野涼子、後藤邑子、又吉愛、日野聡、荻原秀樹による『俺たちに翼はない』生アフレコミニドラマ、さらに『SHUFFLE!』×『俺たちに翼はない』生アフレコミニドラマが披露された。また西又葵、アッチョリケ、王雀孫によるインフォメーションコーナー（新作の発表等）が披露された。
第2部のライブでは『俺たちに翼はない』『SHUFFLE!』声優陣によるキャラクターソングや、YURIA、橋本みゆき、のみこ、美郷あき、jinaによるNavel・Lime作品のテーマソングが披露された。
ライブDVDが2009年10月30日にランティスより発売されている（ASIN B002SW3MW6）。
Navel Live ABURA "あぶら"
2010年9月19日、原宿アストロホールで開催。角川書店が共催から抜けている。司会・進行は西又葵とみずのまみ。
出演はYURIA、橋本みゆき、のみこ、美郷あき、jina。スペシャルゲストは後藤邑子、小野涼子、吉田真弓。

## NACHTMUSIK
NACHTMUSIK（ナハトムジーク）はNavelのサウンドチームによる外部業務向けブランド。自社作品の音楽の他に『巫女さん細腕繁盛記』（すたじお緑茶,2004年）、『らぶドル 〜Lovely Idol〜』などを手がけている。代表はアッチョリケ。他のメンバーは内藤侑史、山田和裕（現：山田屋カズ）、coldhandで、いずれもBasiL時代からともに仕事をしている。
Navelブランド作品には必ず名前が入っていたが、アッチョリケ以外のメンバーがいずれも離れたことと、『ね〜PON?×らいPON!』以後には名前が入っていないこと、そしてNavel Official Website内にあったホームページが削除されていることから、2007年に解散したと思われる。